# كبيشة (الدوادمي)
مركز كبيشة؛ هو مركزٌ إداري تابعٌ لمحافظة الدوادمي في منطقة الرياض، ويصنف من فئة (ب) ورمزها 1142.